# Calvoa monticola
Calvoa monticola là một loài thực vật có hoa trong họ Mua. Loài này được A. Chev. ex Hutch. & Dalziel mô tả khoa học đầu tiên năm 1927.